# Burni Pematang Gading
Burni Pematang Gading är ett berg i Indonesien.   Det ligger i provinsen Aceh, i den västra delen av landet, 1 600 km nordväst om huvudstaden Jakarta. Toppen på Burni Pematang Gading är 974 meter över havet.
Terrängen runt Burni Pematang Gading är bergig åt sydväst, men åt nordost är den kuperad. Runt Burni Pematang Gading är det mycket glesbefolkat, med 5 invånare per kvadratkilometer. I omgivningarna runt Burni Pematang Gading växer i huvudsak städsegrön lövskog.